# 石世豪
石世豪（1965年9月4日—），中華民國法律與新聞學家、國立臺灣大學法學學士、法學碩士、德國漢堡大學法學博士，2006年由民進黨推薦借調國家通訊傳播委員會擔任副主任委員，2008年卸任曾任國立政治大學新聞系教授、澄社及媒體改造學社成員、國立東華大學財經法律研究所創所所長，現任國立東華大學人文社會科學院法律學系教授，主要研究領域為競爭法、憲法、行政法、經濟法，2012年8月1日至2016年8月1日，石世豪出任國家通訊傳播委員會主任委員。

## 生平

### 學生時期
1988年4月1日，健言社代表隊商研毛仁傑、法律四石世豪、機械三陳家麟、心理二王菲菲及政治二時台明，赴星參加「亞洲盃大專辯論賽」，於擊敗香港中文大學及新加坡大學代表隊後；14 日與復旦大學交鋒，以小負獲得第二名。

### 國家通訊傳播委員會委員
2006年，國家通訊傳播委員會正式成立，由民進黨推薦，自國立東華大學財經法律研究所借調國家通訊傳播委員會擔任委員，2006年2月22日經委員互選為第一任副主任委員；石世豪正式就任後，隨即辭去所有兼職，並依澄社章程中關於議政而不從政的規定退社。2007年6月，石世豪退出媒體改造學社。
2006年7月，司法院大法官釋字第613號解釋宣告國家通訊傳播委員會組織法中關於委員選任方式的規定違憲，主任委員蘇永欽率全體委員表示：為促使立法院及早修法，國家通訊傳播委員會第一屆委員將提前離任，絕不戀棧。2007年12月，立法院三讀通過國家通訊傳播委員會組織法第4條規定，刪除被宣告違憲的雙重政黨比例代表制規定。2008年1月，總統公布施行修正後的國家通訊傳播委員會組織法，石世豪以發言人籲身分請時任的行政院院長，儘早依新法規定提名第二屆國家通訊傳播委員會委員，所有第一屆委員隨時準備交接，而他本人也將返回學校任職。政黨二次輪替後，新任行政院院長劉兆玄終於在7月提名第二屆國家通訊傳播委員會委員，並順利通過立法院同意後任命。2008年7月31日，石世豪隨其他第一屆委員於第二屆委員就任前夕正式離職，返回國立東華大學任教。根據行政院於2012年再次提名石世豪的人事資料顯示，他於第一屆NCC委員任內，與NCC人員共同完成了通訊傳播管理法草案、公文無紙化、MOD平台改造等工作。

### 憲法法庭鑑定人
2011年6月16日，司法院大法官舉行憲法法庭，上午開庭討論蘋果日報記者王煒博跟拍名人被以《社會秩序維護法》裁罰的憲法爭議。憲法法庭邀請當時的國立東華大學財經法律研究所教授石世豪擔任鑑定人，石世豪指出美國制憲時增訂保護新聞自由條款，即所謂「憲法時刻」，憲法法庭開庭對要繼續任由新聞採訪實務運作下去，或者改以採取保護被跟拍人的法益去討論，就是台灣的「憲法時刻」。
石世豪說，處罰跟拍行為要注意的是國家、記者、被跟拍人三方的權利義務，這是憲法上的特殊關係，國家要讓屬於民間的兩方調和、共存，去誇大解釋跟拍的負面功能，就是選擇保護一方而犧牲了另一方，因此，國家不要處處介入民間行為，也不應該毫無作為。

### 國家通訊傳播委員會主任委員
2012年8月1日，石世豪在行政院政務委員張善政監交下，從前任主任委員蘇蘅手中接過印信，正式出任國家通訊傳播委員會主任委員。

## 外部連結
- （繁體中文） 國家通訊傳播委員會 （页面存档备份，存于）

| 官衔         | 官衔                                                         | 官衔          |
| ------------ | ------------------------------------------------------------ | ------------- |
| 行政院       |                                                              |               |
| 前任： 蘇 蘅 | 國家通訊傳播委員會主任委員 第四屆 2012年8月1日—2016年7月31日 | 繼任： 詹婷怡 |